# Барбара София Бранденбургская
Барбара София Бранденбургская (нем. Barbara Sophia von Brandenburg; 16 ноября 1584, Галле — 13 февраля 1636, Страсбург) — дочь курфюрста Бранденбурга Иоахима Фридриха и его супруги Екатерины Кюстринской. Супруга герцога Вюртемберга Иоганна Фридриха, после его смерти регент при своём малолетнем сыне Эберхарде.

## Биография
5 ноября 1609 года Барбара София вышла замуж Иоганна Фридриха Вюртембергского, старшего сына герцога Фридриха I и его супруги Сибиллы Ангальтской. По случаю свадьбы был перестроен Урахский дворец в Бад-Урахе. Брак оказался очень счастливым.
Во время Тридцатилетней войны Барбара София исполняла обязанности регента при своём 14-летнем сыне Эберхарде III. Сначала Эберхард находился под опекой своего дяди, брата отца Людвига Фридриха Вюртемберг-Мёмпельгардского. После его смерти 26 января 1631 года опеку взяли на себя Юлий Фридрих Вюртембергский вместе с Барбарой Софией, причём последняя была главным опекуном. В 1632 году она вернулась из своих вдовьих владений в Штутгарт и участвовала в политике. Герцог Юлий Фридрих с конца 1632 года после битвы при Лютцене встал на сторону Швеции в Тридцатилетней войне. Он стремился очистить страну от вражеских войск и католиков, владевших секуляризированным церковным имуществом. Несмотря на достигнутые успехи, Юлий Фридрих был освобождён тайным советом и сословиями от опеки над Эберхардом за корыстность.
Признанный совершеннолетним императором Фердинандом II, Эберхард с 8 мая 1633 года правил в Вюртемберге самостоятельно и вступил в Гейльброннский союз протестантских сословий, потерпевший жёсткое поражение в битве при Нёрдлингене 6 сентября 1634 года. Вюртемберг был разграблен и сожжён. Герцог Эберхард спешно бежал со всем двором в Страсбург. Барбара София умерла в Страсбурге в 1636 году и похоронена в монастырской церкви Штутгарта.

## Потомки
- Генриетта (1610—1623)
- Фридрих (1612)
- Антония (1613—1679)
- Эберхард III (1614—1674), герцог Вюртемберга, женат на графине Екатерине Сальм-Кирбургской (1614—1655), затем на графине Марии Доротее Софии Эттингенской (1639—1698)
- Фридрих (1615—1682), герцог Вюртемберг-Нейенштадтский, женат на принцессе Кларе Августе Брауншвейг-Вольфенбюттельской (1632—1700)
- Ульрих (1617—1671), герцог Вюртемберг-Нейенбургский, женат на графине Софии Доротее Сольмс-Зонненвальдской (1622—1648), затем на принцессе Изабелле Аренбергской (1623—1678)
- Анна Иоганна (1619—1679)
- Сибилла (1620—1707), замужем за герцогом Вюртемберг-Мёмпельгарда Леопольдом Фридрихом (1624—1662)